# Rita Ribeiro (atriz)
Maria Rita de Basto Curado Ribeiro (Lisboa, 16 de Abril de 1955), é uma actriz e cantora portuguesa.

## Biografia
Rita Ribeiro nasceu em 16 de Abril de 1955 em Lisboa, filha dos actores Curado Ribeiro e Maria José. Era meia-irmã de António Semedo, fruto do anterior casamento de sua mãe com o ator e realizador Artur Semedo.
Fez um curso de modelo e foi Miss Tenager. Foi importante para a sua auto-estima porque foi uma adolescente gordinha. À noite estava a fazer o curso de Artes Gerais da Escola António Arroio. Com 17 anos tinha uma mota Kawasaki.
Começou a namorar com Victor Mamede aos 15 anos. Com 20 anos nasceu a sua primeira filha Joana. Separaram-se quando a filha tinha apenas dois meses.
Fez parte dos Green Windows com quem participou no Festival RTP da Canção de 1974. Estreou-se no teatro em 1975, no espectáculo "Godspell".
Em 1977 formou as Cocktail com quem esteve até 1979.
Pela sua participação no espectáculo "What happened to Madalena Iglesias", Rita Ribeiro recebeu o Prémio Lucília Simões atribuído pela Câmara Municipal de Lisboa.
Foi casada com Hugo Rendas durante sete anos e deste casamento nasceu Maria.
É protagonista de espectáculos como "Maria Callas", "Gisberta" e "Um Violino no Telhado".
Rita Ribeiro, participou em diversos projectos de televisão para os canais generalistas portugueses RTP, SIC e TVI. Em novembro de 2022, foi anunciada a contratação da atriz pela SIC, onde a artista regressa alguns anos depois ao canal para integrar o elenco de Flor sem Tempo, no papel de Graça Barata.

## Música
No seu disco "Deixo-me Ir Atrás do Fado" contou contou com a colaboração do poeta Tiago Torres da Silva. 
- 2004: "Concerto Fado - "Deixo-me Ir Atrás do Fado"
- Em 1978 interpretou a versão portuguesa de um dos encerramentos espanhóis da Abelha Maia, para a emissão da RTP.

## Cinema
| Ano  | Filme                            | Ref.         |
| ---- | -------------------------------- | ------------ |
| 1985 | Saudades Para Dona Genciana      | [ 9 ] [ 10 ] |
| 1987 | O Querido Lilás                  | [ 9 ] [ 10 ] |
| 1998 | Por Favor Mata-me A Minha Mulher | [ 9 ] [ 10 ] |
| 2000 | Mustang (filme)                  | [ 9 ] [ 10 ] |

## Teatro
| Ano  | Projeto                                   | Ref.         |
| ---- | ----------------------------------------- | ------------ |
| 1976 | Godspell                                  | [ 2 ]        |
| 1977 | Desculpa, ó Caetano!                      | [ 2 ]        |
| 1978 | Felizardo e Companhia, Modas e Confecções | [ 2 ] [ 11 ] |
| 1979 | Rei, Capitão, Soldado, Ladrão             | [ 2 ] [ 12 ] |
| 1983 | Annie                                     | [ 2 ]        |
| 1988 | Aqui Há Fantasmas                         | [ 2 ]        |
| 1989 | What Happened To Madalena Iglesias?       | [ 2 ]        |
| 1991 | Passa Por Mim No Rossio                   | [ 2 ]        |
| 1993 | Maldita Cocaína                           | [ 2 ]        |
| 1995 | De Afonso Henriques a Mário Soares        | [ 2 ]        |
| 1998 | Maria Callas                              | [ 2 ]        |
| 1999 | Rosa Tatuada                              | [ 2 ]        |
| 2001 | Amar Amália                               | [ 2 ]        |
| 2005 | Concerto Para Dois                        | [ 2 ]        |
| 2011 | A Flor Do Cacto                           | [ 2 ]        |
| 2013 | Gisberta                                  | [ 2 ]        |
| 2015 | A República Das Bananas                   | [ 2 ]        |
| 2015 | Entre Tanto                               | [ 2 ]        |
| 2018 | Bocage                                    | [ 2 ]        |

## Televisão
| Ano         | Projeto                     | Papel                      | Notas                          | Canal          |
| ----------- | --------------------------- | -------------------------- | ------------------------------ | -------------- |
| 1974        | Festival RTP da Canção 1974 | Ela Própria                | Participante com Green Windows | RTP1           |
| 1977        | A Feira                     | Vários Papeis              |                                | RTP1           |
| 1978        | O Espelho Dos Acácios       |                            |                                | RTP1           |
| 1978        | Quem É Quem                 |                            |                                | RTP1           |
| 1979        | O Homem Que Matou O Diabo   |                            |                                | RTP1           |
| 1981        | Eu Show Nico                | Vários Papéis              | Participação Especial          | RTP1           |
| 1981        | A Mãe Martins               |                            |                                | RTP1           |
| 1985        | Arroz Doce                  | Vários Papéis              | Participação Especial          | RTP1           |
| 1987        | A Relíquia                  | Rábulas                    | Participação Especial          | RTP1           |
| 1987        | Palavras Cruzadas           | Marta Rebelo               | Elenco Principal               | RTP1           |
| 1988        | Aqui Há Fantasmas           | Amélia                     | Protagonista                   | RTP1           |
| 1988        | Os Homens da Segurança      | Helena Tavares             | Participação Especial          | RTP1           |
| 1988        | Uma Bomba Chamada Etelvina  | Silvana                    | Elenco Principal               | RTP1           |
| 1988 - 1989 | Sétimo Direito              | Laura                      | Elenco Principal               | RTP1           |
| 1989        | O Pato                      | Luciana                    | Protagonista                   | RTP1           |
| 1989 - 1990 | Ricardina e Marta           | Libânia                    | Elenco Principal               | RTP1           |
| 1992        | Passa Por Mim No Rossio     |                            |                                | RTP1           |
| 1992 - 1993 | Grande Noite                | Vários Papeis              | Participação Especial          | RTP1           |
| 1994        | Na Paz dos Anjos            | Rosa Maria Silva           | Elenco Principal               | RTP1           |
| 1994        | Maldita Cocaína             | Dista                      | Elenco Principal               | RTP1           |
| 1994 - 1995 | Mas que Rita noite          | Ela Própria                | Apresentadora                  | TVI            |
| 1995        | A Mulher do Senhor Ministro | Galina                     |                                | RTP1           |
| 1996        | Xica da Silva               | Úrsula Aguiar              | Participação Especial          | Rede Man chete |
| 1997 - 1998 | Não Há Duas sem Três        | Almerinda Reis             | Protagonista                   | RTP1           |
| 1998        | Criada Para Serviço         | Laura                      | Protagonista                   | RTP1           |
| 2001        | Sábado à Noite              | Vários Papéis              | Participação Especial          | RTP1           |
| 2002        | Fúria de Viver              | Manuela Antunes            | Protagonista                   | SIC            |
| 2002        | Big Brother Famosos 2       | Ela Própria                | Concorrente                    | TVI            |
| 2004 - 2005 | Os Batanetes                | Filipa Lucas Batanete      | Protagonista                   | TVI            |
| 2006 - 2008 | Aqui Não Há Quem Viva       | Lurdes Quitéria Costa      | Elenco Principal               | SIC            |
| 2007        | Vingança                    | Mónica Galvão              | Elenco Principal               | SIC            |
| 2007 - 2008 | Floribella                  | Manuela Antunes            | Participação Especial          | SIC            |
| 2009        | Cenas do Casamento          |                            | Atriz Convidada                | SIC            |
| 2012 - 2014 | Doida por Ti                | Gisela Sousa Prada Campelo | Participação Especial          | TVI            |
| 2013        | Splash! Celebridades        | Ela Própria                | Concorrente                    | SIC            |
| 2014        | Giras & Falidas             | Filipa Lucas Batanete      | Participação Especial          | TVI            |
| 2016        | Massa Fresca                | Maria José «Zezinha»       | Elenco Principal               | TVI            |
| 2017 - 2018 | A Herdeira                  | Amélia Alves               | Elenco Principal               | TVI            |
| 2019 - 2020 | Prisioneira                 | Fátima Maluf               | Atriz Convidada                | TVI            |
| 2020 - 2021 | Bem Me Quer                 | Teodora Romão              | Elenco Principal               | TVI            |
| 2022        | Quero É Viver               | Vera                       | Participação Especial          | TVI            |
| 2023 - 2024 | Flor sem Tempo              | Graça Barata               | Participação Especial          | SIC            |
| 2024 - 2025 | A Promessa                  | Isaura Oliveira Trindade   | Elenco Principal               | SIC            |
| 2025        | A Máscara (5ª Temporada)    | Pata                       | Concorrente                    | SIC            |